# Pegomya utahensis
Pegomya utahensis är en tvåvingeart som beskrevs av Griffiths 1982. Pegomya utahensis ingår i släktet Pegomya och familjen blomsterflugor.
Artens utbredningsområde är Utah. Inga underarter finns listade i Catalogue of Life.